# Antonio Visentini
Antonio Maria Visentini (Venecia, 21 de noviembre de 1688 - ibidem, 26 de junio de 1782) fue un arquitecto, pintor y grabador italiano, conocido por sus fantasías arquitectónicas y caprichos, autor de tratados sobre perspectiva y profesor en la Academia de Bellas Artes de Venecia.

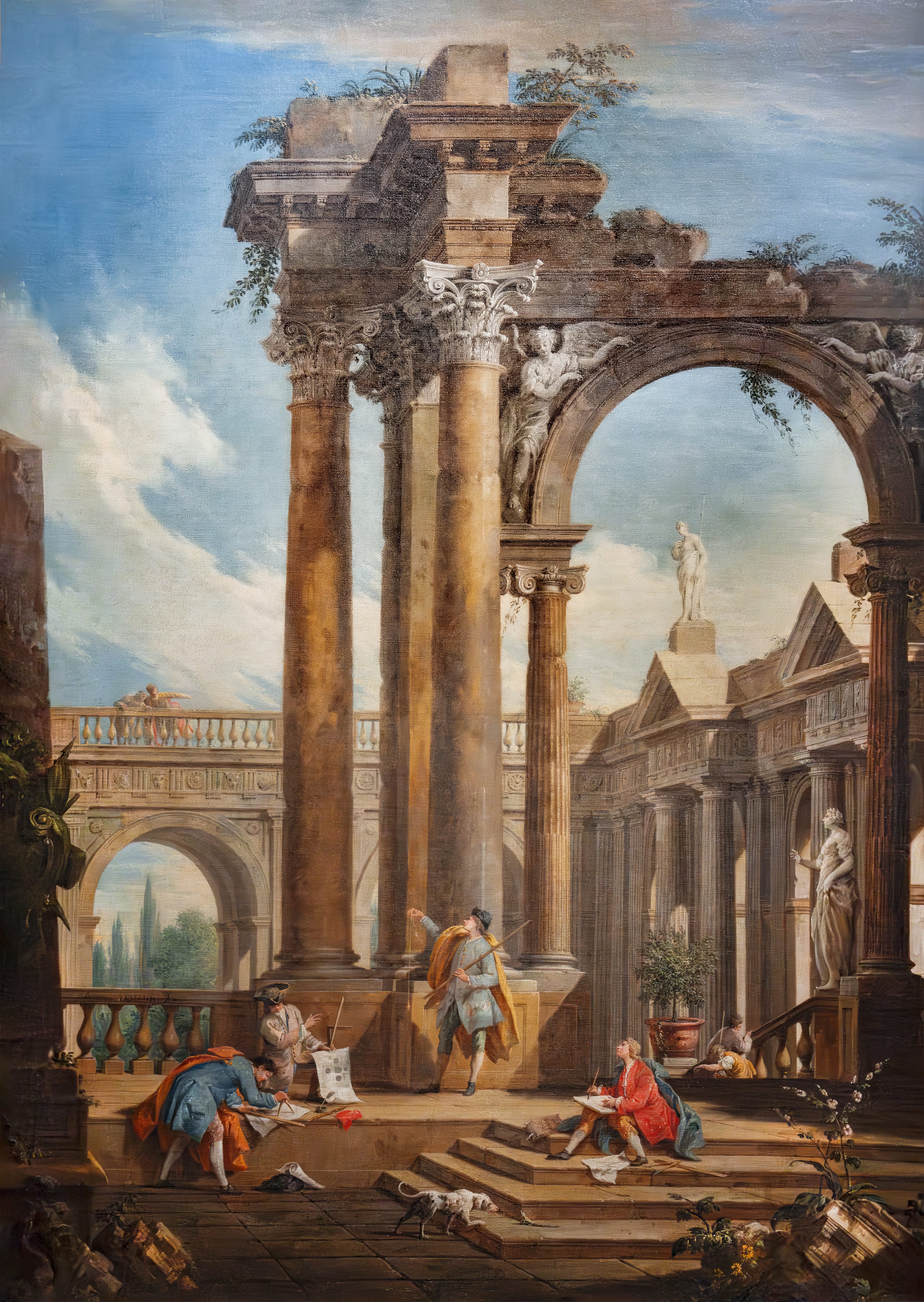
Fantasía arquitectónica Gallerie dell'Accademia

## Biografía
Nacido en el seno de una familia modesta, su padre, Melchiorre di Antonio, era barbero, mientras que su madre, Vittoria Dal Corso, era hija de un carpintero. Bautizado en San Canziano, fue el mayor de 8 hijos.
Fue alumno del muy viajado pintor barroco Giovanni Antonio Pellegrini, que había pintado algunos decorados en casas de campo inglesas a principios del siglo XVIII. Visentini es el autor de la primera gran serie de vedutas venecianas de Canaletto publicada bajo el título Urbis Venetiarum Prospectus Celebriores ex Antonii Canal, organizada por el cónsul y residente británico Joseph Smith (1682-1770), quien ha sido considerado su comitente. La serie se inició alrededor de 1728 y cuando se completó en 1735, se habían impreso treinta y ocho aguafuertes y grabados. El año 1766 Visentini recibió el encargo de rediseñar la fachada de la residencia del cónsul Smith, el Palazzo Giusti, situado en el Gran Canal. Colaboró con Francesco Zuccarelli en capriccios basados en villas palladianas inglesas, nuevamente para el cónsul Smith; algunos han pasado de la colección de Smith a la Colección Real Británica. En Vicenza, Visentini pintó frescos en la Villa Valmarana, para los cuales Giovanni Domenico Tiepolo pintó las figuras. En la década de 1760, el arquitecto inglés James Wyatt estudió con él como dibujante de arquitectura y pintor. La obra de Visentini, Osservazioni, publicada en Venecia en 1771, pretendía ser un complemento y una extensión de un tratado de Teófilo Gallacini (1564-1641), que se ocupaba de los errores de la arquitectura manierista y barroca temprana. Los grabados de Visentini en Osservazioni ilustran las modificaciones que propone corrigiendo detalles arquitectónicos barrocos.
Visentini impartió clases ocupando la cátedra de Perspectiva en la Academia de Bellas Artes de Venecia entre 1772 y 1778, donde llegó a ser el decano y murió en su ciudad en 1782, siendo enterrado en la misma parroquia donde había sido bautizado.